# Dřevohryzy

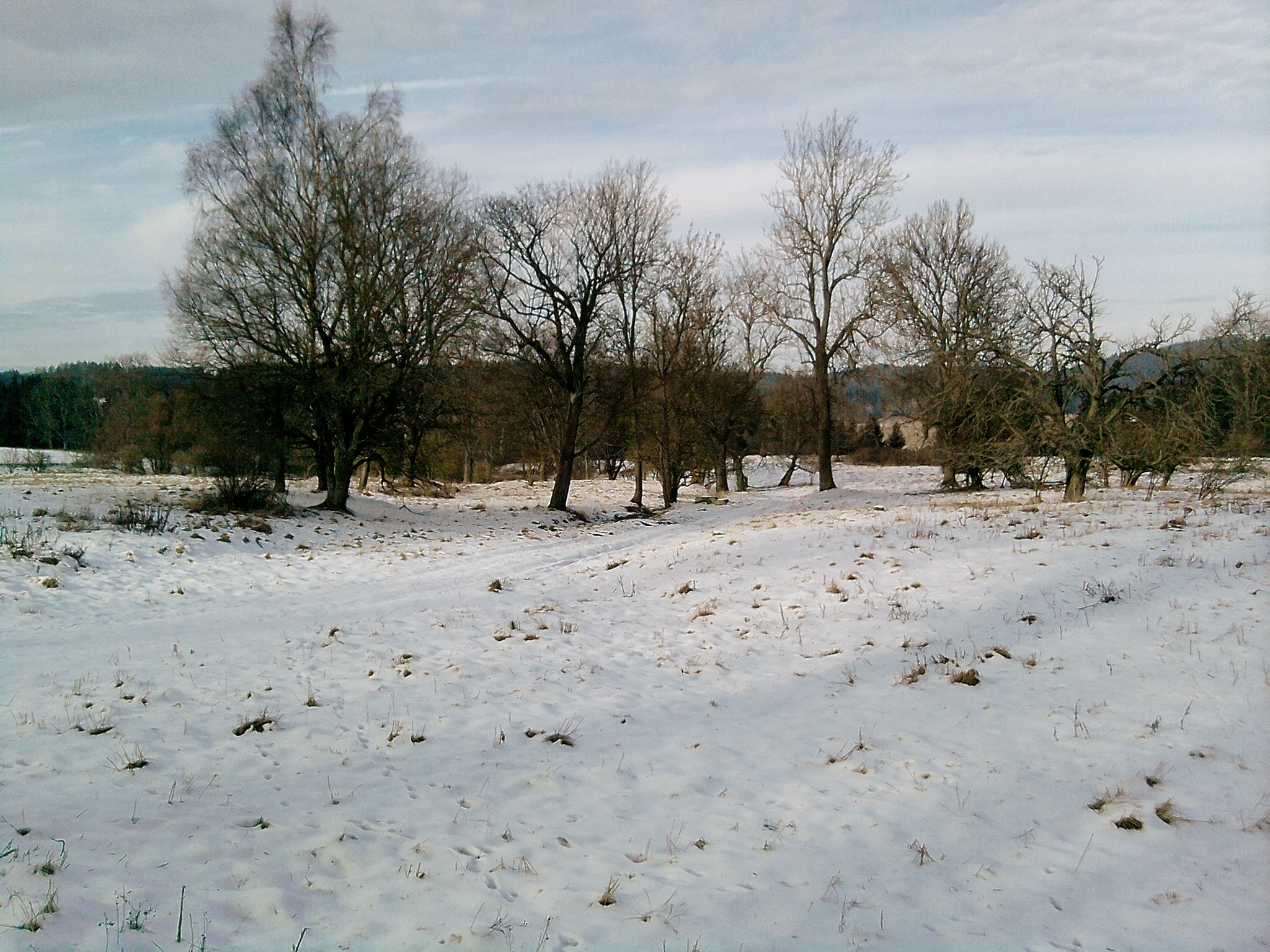
Ehemalige Ortslage Zeberheisch

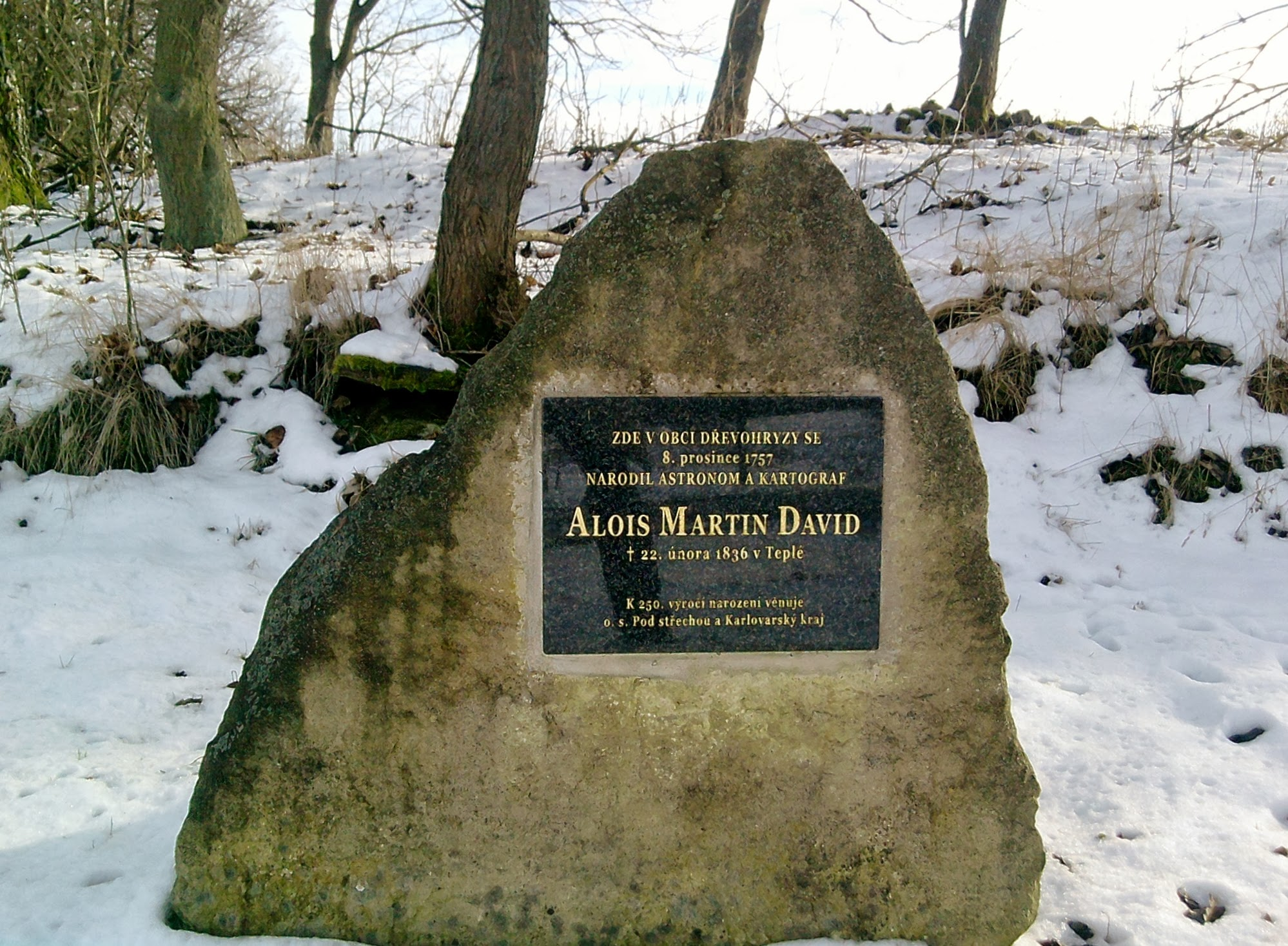
Denkmal für den Astronomen Alois Martin David

Dřevohryzy (deutsch Zeberheisch) ist eine Wüstung in der Stadt Toužim (Theusing) im Okres Karlovy Vary (Bezirk Karlsbad). Der Ort lag rund 9 km südlich von Theusing. Die Fläche der ehemaligen Gemeinde beträgt rund 3,82 km².

## Geschichte
Der Ort wurde erstmals 1233 erwähnt. 1922 wurde der Ort Zeberheisch in die Orte Zeberheisch Hermansdorf (Heřmanov) aufgeteilt. Der nach 1945 unbewohnte Ort wurde aufgelöst. Bei der Volkszählung 2011 war der Ort entsprechend unbewohnt. Zeberheisch war zuvor eine Stadt.

## Persönlichkeiten
- Alois Martin David (1757–1836), böhmischer Astronom und Geistlicher

## Belege
1. ↑  Dřevohryzy - Oficiální stránky města Toužim. Abgerufen am 17. März 2024.
2. ↑  STATISTICKÝ LEXIKON OBCÍ ČESKÉ REPUBLIKY 2013 Podle správního rozdělení k 1. 1. 2013 a výsledků sčítání lidu, domů a bytů  k 26. březnu 2011 Zpracoval Český statistický úřad ve spolupráci s Ministerstvem vnitra ČR. (PDF) 1. Januar 2013, S. 276, archiviert vom Original (nicht mehr online verfügbar) am 6. März 2016; abgerufen am 16. März 2024 (tschechisch).  Info: Der Archivlink wurde automatisch eingesetzt und noch nicht geprüft. Bitte prüfe Original- und Archivlink gemäß Anleitung und entferne dann diesen Hinweis.
3. ↑  Landkreis Tepl | Deutsche in Böhmen & Mähren. Abgerufen am 17. März 2024.